# Marc Pincherle
Marc Pincherle (Constantine, 13 de junho de 1888 – Paris, 20 de junho de 1974) foi um musicólogo, historiador e crítico musical francês.

## Vida
Nascido na colônia francesa da Argélia, era filho de um oficial de carreira e músico amador, e do pai herdou o interesse pela música. Foi aluno de Romain Rolland e André Pirro, e graduou-se na Sorbonne em 1913 com uma tese sobre Vivaldi. A partir de então dedicaria seus esforços para o estudo da música italiana e francesa dos séculos XVII e XVIII. Foi crítico musical das publicações Progrès de Lyon e Nouvelles littéraires, presidente da Sociedade Francesa de Musicologia entre 1948 e 1956, primeiro presidente da Academia Charles-Cros, e secretário-geral do Festival de Aix-en-Provence de 1950 a 1963. Editou muitas partituras originais e deixou vários estudos de musicologia que exerceram grande impacto sobre sua geração e são considerados modelares, distinguindo-se pela sua busca por fontes confiáveis e seu embasamento em fatos.
Foi um especialista na história do violino, um dos redescobridores da produção de Vivaldi, cujo estudo Antonio Vivaldi et la musique instrumentale — que incluía em seu segundo volume o primeiro catálogo temático criado sob critérios modernos — em pouco tempo circulava amplamente, por muitas décadas foi a principal fonte disponível e até hoje é considerado a base do conhecimento sobre o mestre italiano. De acordo com Burnett & Nitzberg, Pincherle parece também ter sido o primeiro a reconhecer a importância deste compositor como um dos primeiros sinfonistas. Suas pesquisas sobre Corelli são, da mesma maneira, parte da bibliografia canônica sobre o compositor.

## Obras principais
- Les violonistes: compositeurs et virtuoses. Laurens, 1922
- Feuillets d'Histoire du violon. Paris, 1927
- Antonio Vivaldi et la musique instrumentale, 1948, reeditado como Vivaldi: Génie du baroque
- Jean-Marie Leclair l'aîné. La Colombe, 1952
- Corelli et son temps. Éditions Le Bon Plaisir, 1954
- Fritz Kreisler. Kister, 1956  (com Roger Hauert)
- Albert Roussel. Ed. René Kister, 1957
- Les instruments du quatuor. Presses universitaires de France, 1959
- An Illustrated History of Music. Reynal & Company, 1959
- Le Monde des Virtuoses. Flammarion, 1961
- Le Violon. Presses universitaires de France, 1966
- Tartiniana. CEDAM, 1972
- La technique du violon chez les premiers sonatistes francais, 1695-1723. Minkoff, 1974